# Лорей, Мейсон
Мейсон Лорей (англ. Mason Lohrei; род. 17 января 2001, Батон-Руж) — американский хоккеист, защитник клуба национальной хоккейной лиги «Бостон Брюинз» (с 2023 года). Игрок сборной США по хоккею с шайбой. Чемпион мира 2025 года.

## Биография
Лорей родился 17 января 2001 года. Его отец, Дэвид, был главным тренером команды «Батон-Руж Кингфиш» Хоккейной лиги Восточного побережья. В детстве вместе с семьёй переехал сначала в Пенсильванию, а затем в Висконсин. Учился в средней школе Миддлтона, но после первого класса перевелся в Академию Калвера. Будучи второкурсником в Калвере, решил перейти из нападающих в защитники, чтобы получать больше игрового времени.

## Клубная карьера
Лорей начал сезон 2023/2024 годов в «Провиденсе Брюинз». Однако вскоре его вызвали в НХЛ, так как из-за травм несколько защитников «Бостон Брюинз» выбыли. Дебютировал в НХЛ 2 ноября 2023 года в матче против «Торонто Мэйпл Лифс», где заработал своё первое очко, отдав голевую передачу Павлу Захе. После своего дебюта Лорей стал первым игроком НХЛ, родившимся в штате Луизиана. Свой первый гол в НХЛ Лорей забил 6 ноября 2023 года, в матче против «Даллас Старз». 23 апреля 2024 года Лорей дебютировал в плей-офф НХЛ в третьей игре первого раунда против «Торонто Мэйпл Лифс», а в следующей игре набрал своё первое очко в плей-офф, отдав голевую передачу Джеймсу ван Римсдайку. В следующем раунде Лорей забил свой первый гол в плей-офф НХЛ в первой игре второго раунда против «Флорида Пантерз».
Сезон 2024/2025 года Лорей завершил с самым низким показателем «плюс/минус» в НХЛ — −43, забив пять шайб и выполнив 33 результативные передачами в 77 матчах.

## Карьера в сборной
В 2025 году Лорей был включен в состав первой сборной для участия в чемпионате мира, который проходил в Швеции и Дании, на котором сборная США выиграла золото. В первом же поединке против Дании забил гол и выполнил результативную передачу.